# Direito dos contratos
Direito dos contratos é a parte do Direito civil que estuda a formação, caracterização e efeitos dos contratos.
Na codificação civil, como por exemplo o Código Civil Português ou o Código Civil brasileiro, o Direito dos contratos é normalmente tratado como parte do Direito das obrigações, devido ao fato de que o contrato é considerado, desde o Direito romano, uma das principais fontes das obrigações.

## Conceito
Contrato pode ser considerado como um negócio jurídico bilateral entre as partes, criando deveres jurídicos que tem por objetivo alcançar a determinados interesses.

## Princípios[2]
Antes de serem editados, os contratos devem obedecer uma série de princípios, para que nenhuma das partes saia lesionada. O maior principio que deve ser obedecido é o da dignidade da pessoa humana, pois ele traduz um valor fundamental de respeito. Outros princípios a serem seguidos são: 
- Princípio da autonomia da vontade: Diz que, para haver contrato é preciso haver livre espontânea vontade de ambas as partes.

- Princípio da obrigatoriedade dos contratos: Após feito o contrato, todas as cláusulas que constarem nele devem ser obedecidas por quem o celebrou. Ou seja, não é possível reverter decisões já escritas, ao menos que haja acordo entre as partes envolvidas. O objetivo desse principio é dar maior segurança aos negócios jurídicos.

- Princípio da relatividade dos efeitos do contrato: O contrato irá abranger seus efeitos apenas às partes contratantes. Os efeitos também podem vincular os sucessores das partes, exceto se a obrigação for personalíssima.

- Princípio do consensualismo: O contrato é firmado a partir do consenso entre as partes, mesmo se o objetivo que cada uma espera ainda não foi alcançado.

- Princípio da função social do contrato: Todos os contratos celebrados devem cumprir um fim social. Ou seja, apesar de ser um contrato individual, seus objetivos não podem ferir de nenhuma maneira o interesse social.

- Princípio da boa-fé objetiva: Diz que as partes devem se comportar de boa fé desde as conversações, à celebração do contrato e ao cumprimento deste. As partes devem praticar honestidade, retidão e lealdade entre si.

- Princípio do equilíbrio econômico: Permite que as partes contraentes recorram ao poder judiciário para alterar alguma parte do contrato, em situações específicas se uma das partes tiver onerosidade excessiva ou enriquecimento sem causa.

## Requisitos[3]

### De existência
Um contrato não surge do nada. Para que um contrato exista, é necessário haver alguns requisitos: 
- Manifestação da vontade: Ambas as partes devem estar de pleno acordo com todos os pontos que serão estabelecidos em contrato. O consentimento deve ser feito de maneira livre e espontânea.

- Agente: É necessário haver agentes para concretizar a declaração de vontade.

- Objeto: Figura chave do contrato, que vai mover a relação obrigacional estabelecida. O objeto pode ser direto/imediato (fazer, não fazer, dar) e indireto/imediato (resultado, o bem).

- Forma: O contrato deve ter uma forma, podendo ela ser escrita, oral ou feita via mímica.

### De validade
Após feito o contrato, precisa se verificar sua validade, para que seus efeitos possam surtir sem prejudicar nenhuma das partes. 
- Manifestação de vontade: O contrato deve ser firmado quando as partes envolvidas estão de pleno acordo com todas as cláusulas, bem como suas consequências.

- Capacidade do agente: Os agentes precisam ter legitimidade para iniciar um negócio jurídico. Contratos feitos por pessoas ilegítimas não possui validade.

- Objeto: O objeto do contrato deve ser idôneo, lícito, possível, determinado ou determinável.

- Forma: A forma do contrato é livre e fica à vontade das partes, exceto se ela vir prevista em lei.

### De eficácia
Provadas a existência e a validade dos contratos, verifica-se agora quando seus efeitos começarão a surtir. Todos os fatos são, previamente estabelecidos em contrato, e este só terá eficácia quando os fatos determinados acontecerem. 
- Termo: O contrato começará a ter efeitos mediante o acontecimento de um evento futuro e certo.

- Condição: Os efeitos do contrato começarão quando acontecer um evento futuro e incerto.

- Modo/encargo: Os efeitos do contrato começarão a surgir mediante a realização de uma obrigação imposta a um dos agentes.

## Períodos
O Direito dos Contratos varia, historicamente, de acordo com a interação das normas com a realidade. Por isso, Ronaldo Porto Macedo Júnior identifica três momentos do pensamento jurídico contratual: a teoria clássica, a teoria neoclássica e a teoria relacional.
- Teoria Clássica: existente no período da produção manufatureira, a qual exigia que os produtores de sucesso se adaptassem de forma rápida às variações do mercado. Para regular esse tipo de transação, foi criado o "contrato descontínuo" (chamado dessa forma porque é desconectado de todas as transações a ele anteriores, contemporâneas ou subsequentes). Essa modalidade contratual foi responsável pela criação das bases da teoria contratual consagrada nas grandes codificações do século XIX: a instantaneidade e a autonomia da vontade.

- Teoria Neoclássica: Existente no momento da popularização da produção em massa, no modelo fordista. Para manter a produção massificada, os produtores tinham que manter um fluxo contínuo de suprimentos, surgindo, para tal, o “contrato aberto” ou “contrato com cláusula aberta” (chamado de tal forma porque ele se estendia a longo prazo, e, por isso, continha um ou mais termos em aberto, os quais eram completados apenas no momento da performance contratual). Tal vínculo permitia o planejamento e a segurança no abastecimento da produção, resultando na perda de algumas das características da teoria clássica (como, por exemplo, o surgimento da possibilidade de mudança nos termos contratados caso ocorressem determinadas circunstâncias).
- Teoria Relacional: Surgida a partir da década de 1970, com a introdução de novas tecnologias de produção e de informação. Nesse período, surgida a especialidade flexível da produção (modelo just in time), foram criados os contratos relacionais: eles visam manter a estabilidade no fornecimento, mas reagindo às mudanças de demanda no mercado. Esses contratos são, em geral, de longa duração, regulamentando transações constantes, em pequenos volumes e em intervalos temporais ainda menores – havendo, portanto, necessidade constante de contato entre as partes, e a possibilidade de ainda mais indeterminação contratual do que aquela estabelecida pela teoria neoclássica.